# Микульский переулок
Мику́льский переу́лок (до 1922 года — Нику́льский переу́лок) — переулок, расположенный в Восточном административном округе города Москвы на территории района Сокольники.

## История
Переулок получил современное название в 1922 году, до этого носил название Нику́льский переу́лок (по другим данным, переулок носил современное название изначально). И современное, и историческое названия даны по разговорным формам имени Николай (Никула, Микула).

## Расположение
Микульский переулок, являясь продолжением улицы Лобачика, проходит от улицы Шумкина на северо-восток, поворачивает на восток и проходит до Старослободской улицы.

## Примечательные здания и сооружения
По нечётной стороне:
По чётной стороне:

## Транспорт

### Наземный транспорт
По Микульскому переулку не проходят маршруты наземного общественного транспорта. У северо-восточного конца переулка, на улице Сокольнический Вал, расположена остановка «Старослободская улица» автобусов № 40, 122, 140, 265, 783, у юго-западного, на улице Лобачика, — остановка «Улица Лобачика» автобусов № 40, 122, 783.

### Метро
- Станция метро «Сокольники» Сокольнической линии и «Сокольники» Большой кольцевой линии (соединены переходом) — юго-восточнее переулка, на Сокольнической площади.